# Gao Yulan
Gao Yulan (chinesisch 高玉兰, Pinyin Gāo Yùlán; * 3. Oktober 1982 in Jinzhou) ist eine ehemalige chinesische Ruderin.
Gao Yulan begann 1999 mit dem Rudersport. Bei den Weltmeisterschaften 2006 belegte sie mit dem Doppelvierer den vierten Platz. 2007 wechselte sie in den Zweier ohne Steuerfrau, zusammen mit Zhang Yage belegte sie den sechsten Platz bei den Weltmeisterschaften in München. 2008 rückte Wu You ins Boot, Gao und Wu siegten bei den Weltcup-Regatten in München und Luzern. Bei den Olympischen Spielen in Peking gewannen die rumänischen Titelverteidigerinnen Georgeta Andrunache und Viorica Susanu mit anderthalb Sekunden Vorsprung vor den Chinesinnen. 
Nach zwei Jahren Pause traten Gao Yulan und Wu You bei den Weltmeisterschaften 2011 in Bled wieder an und belegten den vierten Platz. Bei den Olympischen Spielen 2012 in Eton ruderte Gao Yulan zusammen mit Zhang Yage, die beiden belegten den siebten Platz.